# Panamas provinser

Karta över Panama

Panama är indelat i tio provinser och sex comarcas.

## Provinser
|    | Province       | Huvudstad            | Area (km²) | Invånare | Panamas provinser |
| -- | -------------- | -------------------- | ---------- | -------- | ----------------- |
| 1  | Bocas del Toro | Bocas del Toro       | 4601       | 98.000   | Panamas provinser |
| 2  | Chiriquí       | David                | 6477       | 406.000  | Panamas provinser |
| 3  | Coclé          | Penonomé             | 4927       | 223.000  | Panamas provinser |
| 4  | Colón          | Colón                | 4891       | 225.000  | Panamas provinser |
| 5  | Darién         | La Palma             | 11091      | 43.000   | Panamas provinser |
| 6  | Herrera        | Chitré               | 2341       | 113.000  | Panamas provinser |
| 7  | Los Santos     | Las Tablas           | 3805       | 92.000   | Panamas provinser |
| 8  | Panama         | Ciudad de Panamá     | 11671      | 1581.000 | Panamas provinser |
| 9  | Veraguas       | Santiago de Veraguas | 10677      | 223.000  | Panamas provinser |
| 10 | Panamá Oeste   | La Chorrera          | 2 786      |          | Panamas provinser |

## Comarcas
|    | Comarca           | Huvudstad   | Area (km²) | Invånare | Panamas provinser |
| -- | ----------------- | ----------- | ---------- | -------- | ----------------- |
| C1 | Emberá-Wounaan    | Unión Chocó | 4383       | 8.200    | Panamas provinser |
| C2 | Kuna Yala         | El Porvenir | 2340       | 32.400   | Panamas provinser |
| C6 | Naso Tjër Di      | Sieyic      | 1 606      |          | Panamas provinser |
| C4 | Ngöbe-Buglé       | Buabidi     | 6959       | 110.000  | Panamas provinser |
| C3 | Kuna de Madugandí | Akua Yala   | 2318       | 1.500    | Panamas provinser |
| C5 | Kuna de Wargandí  | Mortí       | 955        | 800      | Panamas provinser |

Naso Tjër Di 
Fyra comarcas är på provinsnivå, Emberá-Wounaan, Kuna Yala, Naso Tjër Di och Ngöbe-Buglé. Två comarcas på subprovinsiell nivå, Kuna de Madugandí och Kuna de Wargandí